# 日本の言語
日本の言語（にほんのげんご）は、日本の国土で使用されている言語について記述する。日本#言語も参照。
現在の日本で最も広く使用されている言語は日本語であり、様々な方言に分かれている（日本語の方言参照）。明治以降の日本では、東京方言を母体とした標準語（全国共通語）が実質的な公用語である。
沖縄県および鹿児島県奄美群島（以下、琉球諸島と称す）で話されてきた言語は、トカラ列島以北の本土諸方言とは相互理解可能性が極めて低く、また島々の方言の違いも激しい。そのため、琉球諸島の言語をどう位置づけるかは様々な立場があり、日本語の方言の一つと見なして「琉球方言」と称する立場、日本語とは同じ系統（日琉語族・日本語族）の別言語と見なして「琉球語」と称する立場、島々の言葉を同じ系統の別言語と見なして「琉球諸語」と称する立場がある（琉球諸語#言語か方言かを参照）。
北海道を中心にアイヌの間で話されてきたアイヌ語は、系統不明の言語であり、日本語とは異なる言語である。しかし明治以降、アイヌの間でも日本語の使用が広まり、アイヌ語は国際連合教育科学文化機関（ユネスコ）から危機に瀕する言語として最高ランクの「極めて深刻」の区分に分類されている。
そのほか、かつて日本領であった南樺太で話されてきた言語にツングース諸語であるウィルタ語やエヴェンキ語、孤立した言語であるニヴフ語がある。それらの言語の話者のなかには、ソビエト連邦による南樺太占領後、日本本土に移り住んだ者やその子孫がわずかながら存在する。
近現代の交流の歴史から、中国語や朝鮮語およびその派生である在日朝鮮語の話者もいる。また、就労などで日本に暮らす外国人の主な言語として、ベトナム語・フィリピン語（タガログ語）・ポルトガル語（ブラジルポルトガル語）などが挙げられる（日本の外国人も参照）。
聴覚障害者などが用いる手話は、2011年の改正障害者基本法において、独自の言語としての地位が明記された。日本国内で広く通用する日本手話およびその方言のほか、村落手話（ビレッジサイン）やホームサインと呼ばれるいくつかの局所的に発達したサインが知られている。

## 歴史

マーシャル・アンガーの説に基づく日本周辺の言語分布の変遷

日本列島には旧石器時代から人類がいた形跡があり、当時から何らかの言語が話されていたと推測されるが、どのような言語が話されていたかは不明である。縄文人が使用していた言語も記録がないため検証不可能であり、現在の日本列島で話される言語との関係についても不明である。
日本列島の言語に関する記録は、2世紀を過ぎてから中国の歴史書において固有名詞など断片的な形で現れる（邪馬台国の言語も参照）。その後中国から漢字が伝来したことで日本で話される言語が記録できるようになり、万葉仮名を経て、音節文字の平仮名と片仮名が成立することで日本語が比較的正確に表せるようになった。ただし、平安時代までの日本の言語でまとまった記録が残るのは畿内方言と上代東国方言に限られ、その他の地方の方言および熊襲・隼人・蝦夷といった人々の言語の記録は固有名詞などを除いて残っていない。
詳しい日本語の歴史については、日本語#歴史および日本語の方言#歴史を参照。

### 琉球
琉球諸島には後期更新世後半には人類が定住していたが、現在の琉球諸島住民と直接の繋がりはない。また、紀元前25世紀〜紀元前19世紀の先島諸島には、台湾から渡ってきたオーストロネシア系の民族が住んでいたとされる。
琉球諸島の言語の文献上の記録は琉球王国成立後の15世紀までしか遡れないが、日本本土の文献資料などと照らし合わせることで、それ以前の歴史もある程度は推測可能である。琉球諸語は弥生時代から奈良時代までの間に本土の日本語と分岐したとするのが有力な説だが、琉球諸語には中古日本語・中世日本語との言語接触の痕跡もある。
服部四郎は、約2000年前以降に九州北部から近畿地方への住民移動によって九州・琉球方言と近畿方言の分岐が起こり、その後少なくとも2〜3世紀は九州において九州・琉球祖語が話されたのち、九州からの住民移動によって琉球諸語の母体となる言語が琉球諸島にもたらされたと推定している。トマ・ペラールも概ね服部の説を支持しており、弥生時代末期から古墳時代に言語の分岐が起こったのち、9〜11世紀以降に（先）琉球祖語の話者が九州から琉球諸島に農耕文化を伴って移住し、沖縄貝塚文化を築いた南方系縄文人を同化したと推定している。

### 北方
日本列島の北方（蝦夷地）では、日本人（和人）が本格的に進出を始めた近世の時点でアイヌ語（北海道・本州北端・樺太南部・千島列島・カムチャツカ半島南端）、ウィルタ語（樺太）、ニブフ語（樺太およびアムール川流域）、エヴェンキ語（樺太およびシベリア）などの言語が使用されていた。アイヌ民族・ウィルタ民族・ニヴフ民族は近代になるまで自らの言語を文字で記録する習慣がなく、古い文献資料はヨーロッパ人宣教師や日本人やロシア人などによる記録しか残っていないため、言語の歴史には不明な点が多い。東北地方などにアイヌ語に由来する地名が存在することから、アイヌ語はかつて本州東部の広い範囲でも使用されていたと考えられている。

### その他の言語
日本列島は古代から中国大陸との交流が盛んだったため、日本語には中国語からの借用語（漢語）が夥しく、拗音や撥音など音韻面でも中国語の影響を受けている。漢訳された仏典を通じて、仏教用語を中心に間接的にサンスクリットの影響も受けている。中世以降はヨーロッパ人も日本列島に来訪するようになり、言語自体は定着しなかったが、ポルトガル語・スペイン語・オランダ語などから一部の単語が外来語として日本語に採り入れられ、近代以降は英語からの借用が増えている。

## 言語系統

### 日琉語族

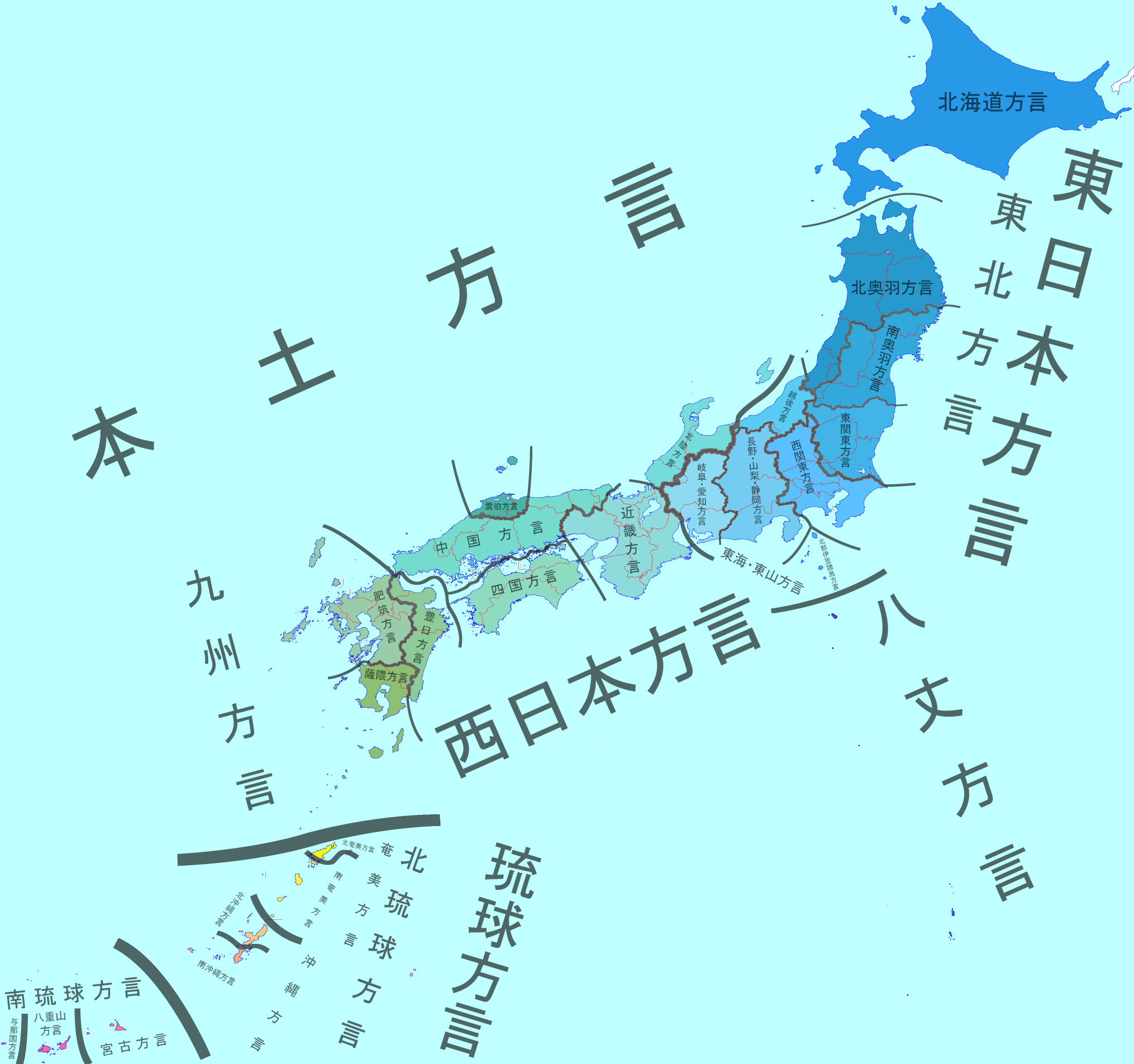
日琉語族の方言区画例。本図では日本語を本土方言、琉球諸語を琉球方言としている。

詳細は日本語の方言#区分を参照。標準語（全国共通語）の普及や過疎化などから伝統的な言語・方言の多くが消滅の危機にあり、ユネスコが2009年に発表した『Atlas of the World's Languages in Danger』第3版では、八重山語・与那国語が「重大な危機」、八丈語・奄美語・国頭語・沖縄語・宮古語が「危険」とされた。

日琉語族
日本語（本土方言）
- 東日本方言
- 西日本方言
- 九州方言
- 八丈方言 - 上代東国方言の特徴を多く有し、ほかの本土方言との違いが大きいため、「八丈語」として扱われることがある。

小笠原方言
日本語（八丈方言など）・英語・ハワイ語の混合言語。
琉球諸語（琉球方言、琉球語）
北琉球諸語（北琉球方言） - 奄美語と沖縄語のうち、沖永良部島から沖縄本島北部にかけて（旧北山王国の領域）の諸方言を一つのグループ（国頭語）とする区分もある（沖永良部与論沖縄北部諸方言を参照）。
- 奄美語（奄美方言）
- 沖縄語（沖縄方言）

南琉球諸語（南琉球方言）
- 宮古語（宮古方言）
- 八重山語（八重山方言）
- 与那国語（与那国方言）

ウチナーヤマトグチ
明治以降、日本語（標準語・九州方言）と沖縄語の言語接触によって生じた新方言。同様のものにトン普通語（奄美）や唐芋標準語（鹿児島）などがある。

### その他
アイヌ語（孤立した言語）
- 北海道アイヌ語
- 樺太アイヌ語
- 千島アイヌ語

ニヴフ語（孤立した言語）
朝鮮語族
- 朝鮮語
  - 在日朝鮮語

ツングース語族
- ウィルタ語
- エヴェンキ語

## 手話
- 日本手話
  - 日本手話の方言
- 日本語対応手話
- 奄美大島手話
- 宮窪手話

## 関連資料
本文の典拠ではない資料。50音順。各項目内は発行年順。
服部四郎
単著
- 『日本語の系統』岩波書店〈岩波文庫　青(33)-685-1〉1999年。ISBN 4003368517。NCID BA40608031。
- 「上代日本語のいわゆる"八母音"について」『日本學士院紀要』第34巻1号、[出版者不明]、1976年。別刷。NCID BB29711577。

共著、共編
- 上野善道 共編『日本祖語の再建』岩波書店、2018年。ISBN 9784000612685。NCID BB26112237。
- 市河三喜、高津春繁、服部四郎、千野栄一『研究社世界言語概説』研究社、2000年。NCID BA8955684X。
- Dettmer, Hans Adalbert、金田一京助、知里真志保、服部四郎、永田方正『Ainu-Grammatik』O. Harrassowitz〈ルール大学ボーフム東アジア研究所の出版物 第38巻〉、1989年。ISBN 3447028645, 3447028645, 344703761X, 344703761X。NCID BA12601158。
- Wurm, S. A. (Stephen Adolphe)、Australian Academy of the Humanities、服部四郎『Language atlas of the Pacific area』、Australian Academy of the Humanities ; the Japan Academy〈Pacific linguistics ser. C, no. 66-67〉、1981年。ISBN 0858832399, 0858832402, 0858832909	。NCID BA03264272。